# 錫比縣 (巴基斯坦)

所在位置

锡比县(乌尔都语: سبی) ，巴基斯坦俾路支省的一个县。总面积4,152平方公里，总人口25万（2005年估计值）。县治位于锡比。

## 交通
锡比火车站为一铁路枢纽。

## 行政区划
分为2个乡，辖14个联合委员会。